# Spa
Spa je zdraviliško mesto in občina v vzhodni belgijski regiji Valoniji. Kraj leži v dolini sredi Ardenskega hribovja približno 35 km jugovzhodno od središča Lièga in 45 km jugozahodno od nemškega obmejnega mesta Aachna. 
Spa je poznan po svetu po svojih zdravilnih vrelcih, kot tak je dal svoje ime vsakemu kraju, ki poseduje izvir vode z zdravilnimi učinki - spa. Samo ime izhaja iz valonske besede espa v pomenu izvira, vodnjaka.
Danes je mesto znano tudi po prizorišču Formule 1 za Veliko nagrado Belgije, ki se odvija vsako leto na dirkališču Circuit de Spa-Francorchamps.